# أسعد الوراق (مسلسل 1975)
أسعد الوراق، مسلسل تلفازي سوري من سبع حلقات. أنتجه التلفزيون العربي السوري عام 1975، عن قصَّة الأديب السوري صدقي إسماعيل بعنوان (الله والفقر) من مجموعة قصصية تحمل الاسم ذاته، كتب السيناريو والحوار عبد العزيز هلال، إخراج علاء الدين كوكش، بطولة هاني الروماني، ومنى واصف.

## قصته
يتناول العمل قصة شاب يتيم فقير مسالم يُدعى أسعد الورَّاق، يعمل حمَّالًا (عتَّالا) بالسوق ويعيش ببيت صغير قديم ورثه عن والديه، يحب الناس جميعًا ويرجو لهم الخير ويعاملهم بسلامة صدر وطيبة قلب، ويسعى لشق طريقه في الحياة بهمة وصبر. ولكن حسن ظنه بالناس يوقعه دائمًا في المشكلات.
يقع أسعد في حب فتاة فقيرة اسمها ليلى هي ابنة حمَّال (عتَّال) كان يعمل معه، ويطلبها للزواج ويقرأ فاتحتها مع أبيها (خِطبة)، ولكنه يُتهم تهمة باطلة يدخل في إثرها السجن، فيزوِّج أهلُ ليلى ابنتهم بابن جيرانهم العسكري. ولا يلبث أن يخرج أسعد من السجن بعد ثبوت براءته، فيُحرَج أهل ليلى ويقنعونه أن يتزوج ابنتهم الأخرى منيرة، ويقبل أسعد ويتزوَّجها.
أحبَّ أسعد منيرة وأحبته، ولكن الفقر المُدقِع الذي يعيشون فيه يعكر صفوَ حياتهم، وذات ليلة يتأخر أسعد في عمله الجديد في الفرن، وتغضب منيرة من تركها إلى وقت متأخر في البيت وحيدة في البرد دون طعام، فتخرج إليه في الفرن، وتوبِّخه وتتهجَّم عليه فيدافع عن نفسه ويهدِّدها بحرق وجهها بقضيب محمَّى بالنار، فيصيبها رعبٌ شديد يعقد لسانها وتُصاب بالخرَس.
وبعد علم أهلها يشتكون عليه ويُدخلونه السجن، ويطلبون منه تطليقها ولكنه يرفض، خصوصًا بعد علمه بأنها حامل منه، ويُحكَم عليه بالنفي إلى ضيعة خارج المدينة، وهناك يعمل بائعًا جوَّالًا ويتعلَّم الصيد بالبندقية، ويلقى محبة أهل الضيعة لصدقه وأمانته واستقامته، ويعتقد كثيرٌ منهم أنه شخص مبارك وأنه وليٌّ صالح. وحين يعلم أن زوجته منيرة ولدَت يذهب إليها لرؤية ابنهما، ولكن والدها يطرده ولا يسمح له برؤية ابنه الوليد.
وفي ليلة من الليالي يلجأ إليه الفلاح الثائر على الظلم عبد الحي الراشد الفارُّ من الحكومة، فيُلجئه، وحين يشعر أسعد بقرب (الدَّرَك) العسكر من البيت يطلق عليهم النار من النافذة فيصيبونه، فيطلب إلى عبد الحي الهربَ ويوصيه بولده الذي لم يرَه، وبعد فراره يستمرُّ أسعد بإطلاق النار على العسكر حتى يقتحموا داره ويقتلونه، ويقول وهو في النزع مغتبطًا فخورًا: عشت حياتي جبانًا ولكني أموت شجاعًا. ويخرج أهل الضيعة جميعًا رجالًا ونساء يبكون في جنازته آسفين على رحيله، ومقدِّرين لشجاعته.
وحين يبلغ زوجتَه منيرة خبرُ قتله على يد العسكر، وأنه مات شجاعًا أبيًّا، تصرخ باسمه باكيةً منتحِبة، فإذا بعُقدة لسانها تُحَل، وينطلق لسانُها باسمه عاليًا.

## فريق العمل
- القصة صدقي إسماعيل
- السيناريو والحوار عبد العزيز هلال
- الإخراج علاء الدين كوكش

### الممثلون
- هاني الروماني (أسعد الوراق)
- منى واصف (منيرة زوجة أسعد)
- ملك سكر (ليلى أخت منيرة)
- أمل سكر (أم منيرة وليلى)
- علي الرواس (خليل أبو منيرة وليلى)
- يولاند أسمر (جارتهم)
- هاني السعدي (ابن جارتهم، عديل أسعد)
- عدنان بركات (صاحب المطحنة)
- سليم كلاس (رئيس المخفِر)
- سامية الجزائري (أم أسعد الوراق)
- محمد الطرقجي (أبو أسعد الوراق)
- عبد الله عباسي (عامل في المطحنة)
- أحمد عداس (الحاج مُراد السجين)
- عبد الهادي الصباغ (شاب يُتهم بقتله أسعد الوراق)
- رياض شحرور (صاحب الفرن)
- يوسف حنا (الثائر عبد الحي الراشد)
- رياض نحاس (مختار الضيعة)
- رضوان عقيلي (عبد الرؤوف بيك صاحب أراضي الضيعة)
- عبد السلام الطيب (رجُّوح عامل لدى عبد الرؤوف بيك)
- ناهد حلبي (زوجة رجُّوح)
- عبد الفتاح مزيِّن (صديق عامل المطحنة)
- عبد الوهاب الحسكي
- عبد الله النشواتي
- إيلي غريبة
- ياسين أرناؤوط

## نسخة جديدة من المسلسل
عُملت نسخة جديدة من مسلسل أسعد الوراق، عام 2010، في 30 حلقة، من إنتاج عاج للإنتاج الفني، سيناريو وحوار: هوزان عكو عن رواية «الله والفقر» للكاتب صدقي إسماعيل، إخراج رشا شربتجي، الإشراف العام هاني العشي، الموسيقى التصويرية رضوان نصري. بطولة: تيم حسن، وأمل عرفة، وأيمن رضا، ومكسيم خليل، وأسعد فضة، وفراس إبراهيم، وطلحت حمدي، ومنى واصف، وهاني الروماني وعدد من الفنانين السوريين.

## الوصلات الخارجية
- أسعد الوراق.. دراما سورية تجسد صرخة شعبية تئن على الوطن